# Бигано
Бигано (фр. Biganos) насеље је и општина у југозападној Француској у региону Аквитанија, у департману Жиронда која припада префектури Бордо.
По подацима из 2011. године у општини је живело 9.760 становника, а густина насељености је износила 126,29 становника/km². Општина се простире на површини од 77,28 km². Налази се на средњој надморској висини од 13 метара (максималној 45 m, а минималној 0 m).

## Демографија
| 1962. | 1968. | 1975. | 1982. | 1990. | 1999. | 2011. |
| ----- | ----- | ----- | ----- | ----- | ----- | ----- |
| 3.781 | 4.213 | 4.416 | 4.588 | 5.908 | 6.950 | 9.760 |

График промене броја становника у току последњих година